# Hội đồng Bộ trưởng Liên Xô 1966–1970
Hội đồng Bộ trưởng Liên Xô giai đoạn 1966-1970 hay còn được gọi Hội đồng Bộ trưởng Xô Viết Tối cao Liên Xô khóa VII. Hội đồng được Xô Viết Tối cao Liên Xô phê chuẩn ngày 3/8/1966.
Năm 1966-1970, dưới sự lãnh đạo của Chủ tịch Hội đồng Bộ trưởng Liên Xô A.N.Kosygin, chính phủ đã tiến hành cải cách kinh tế với mục đích giới thiệu các phương pháp quản lý kinh tế và mở rộng kinh tế độc lập cho các doanh nghiệp, hiệp hội và tổ chức. Bất chấp những thành công đạt được là kết quả của cải cách quản lý và hoạch định kinh tế quốc gia, cuộc cải cách của Kosygin đã bị cấm.
Trong giai đoạn này chính phủ đã đưa ra kế hoạch phát triển kinh tế năm năm lần thứ tám. Giai đoạn này các chỉ số kinh tế đều đặt được nhiều ấn tượng, thời kỳ này còn được gọi kế hoạch năm năm vàng. Trong giai đoạn 5 năm, thu nhập quốc dân tăng 42%, khối lượng tổng sản lượng công nghiệp tăng 51% và nông nghiệp tăng 21%.
Một hệ thống năng lượng chung Châu Âu và Liên Xô được thống nhất được hoàn thành, hệ thống năng lượng Trung Siberia cũng được khánh thành. Tổ hợp dầu khí Tyumen được phát triển giai đoạn đầu.
Hàng loạt các nhà máy thủy điện được đưa vào hoạt động như nhà máy thủy điện Bratskaya, nhà máy thủy điện Krasnoyarsk, nhà máy thủy điện Saratov, nhà máy nhiệt điện Pridneprovskaya; Các nhà máy công nghiệp cơ khí, công nghiệp, nông nghiệp và xây dựng cũng được phát triển
Hội đồng Bộ trưởng khóa VII kết thúc nhiệm kỳ ngày 15/7/1970 sau khi Xô Viết Tối cao khóa VIII phê chuẩn Hội đồng Bộ trưởng mới.

## Thành viên
| - Ủy viên Bộ Chính trị - Bí thư Trung ương Đảng - Ủy viên Dự khuyết Bộ Chính trị | - Ủy viên Trung ương Đảng - Ủy viên Dự khuyết Trung ương Đảng |

### Chủ tịch Hội đồng Bộ trưởng
| STT | Tên                        | Chức vụ | Chức vụ                             | Nhiệm kỳ      | Ghi chú khác |
| --- | -------------------------- | ------- | ----------------------------------- | ------------- | ------------ |
| 1   | Alexei Kosygin (1904-1980) |         | Chủ tịch Hội đồng Bộ trưởng Liên Xô | 8/1966-7/1970 |              |

### Phó Chủ tịch thứ nhất
| STT | Tên                          | Chức vụ | Chức vụ                                          | Nhiệm kỳ      | Ghi chú khác |
| --- | ---------------------------- | ------- | ------------------------------------------------ | ------------- | ------------ |
| 1   | Dmitry Polyansky (1917-2001) |         | Phó Chủ tịch thứ nhất Hội đồng Bộ trưởng Liên Xô | 8/1966-7/1970 |              |
| 2   | Kirill Mazurov (1914-1989)   |         | Phó Chủ tịch thứ nhất Hội đồng Bộ trưởng Liên Xô | 8/1966-7/1970 |              |

### Phó Chủ tịch
| STT | Tên                           | Chức vụ | Chức vụ                                 | Nhiệm kỳ      | Ghi chú khác                                                                                         |
| --- | ----------------------------- | ------- | --------------------------------------- | ------------- | --- |
| 1   | Nikolai Baibakov (1911-2008)  |         | Phó Chủ tịch Hội đồng Bộ trưởng Liên Xô | 8/1966-7/1970 | |
| 2   | Venyamin Dymshitz (1910-1993) |         | Phó Chủ tịch Hội đồng Bộ trưởng Liên Xô | 8/1966-7/1970 | |
| 3   | Mikhail Yefremov (1911-2000)  |         | Phó Chủ tịch Hội đồng Bộ trưởng Liên Xô | 8/1966-7/1970 | |
| 4   | Vladimir Kirillin (1913-1999) |         | Phó Chủ tịch Hội đồng Bộ trưởng Liên Xô | 8/1966-7/1970 | kiêm nhiệm Chủ nhiệm Ủy ban Khoa học và Công nghệ Hội đồng Bộ trưởng Liên Xô                         |
| 5   | Mikhail Lesetshko (1909-1984) |         | Phó Chủ tịch Hội đồng Bộ trưởng Liên Xô | 8/1966-7/1970 | Đại diện thường trực Liên Xô tại Hội đồng Tương trợ Kinh tế                                          |
| 6   | Vladimir Novikov (1907-2000)  |         | Phó Chủ tịch Hội đồng Bộ trưởng Liên Xô | 8/1966-7/1970 | |
| 7   | Ignati Novikov (1906-1993)    |         | Phó Chủ tịch Hội đồng Bộ trưởng Liên Xô | 8/1966-7/1970 | kiêm nhiệm Chủ nhiệm Ủy ban Nhà nước Hội đồng Xây dựng Hội đồng Bộ trưởng Liên Xô                    |
| 8   | Leonid Smirnov (1916-2001)    |         | Phó Chủ tịch Hội đồng Bộ trưởng Liên Xô | 8/1966-7/1970 | kiêm nhiệm Chủ nhiệm Ủy ban Thường trực Hội đồng Bộ trưởng Liên Xô về các vấn đề quân sự-công nghiệp |
| 9   | Nikolai Tikhonov (1905-1997)  |         | Phó Chủ tịch Hội đồng Bộ trưởng Liên Xô | 8/1966-7/1970 | |

### Quản lý nội vụ
| STT | Tên                            | Chức vụ | Chức vụ                                   | Nhiệm kỳ      | Ghi chú khác |
| --- | ------------------------------ | ------- | ----------------------------------------- | ------------- | ------------ |
| 1   | Mikhail Smirtyukov (1909-2004) |         | Quản lý Nội vụ Hội đồng Bộ trưởng Liên Xô | 8/1966-7/1970 |              |

### Chính phủ
| STT | Chức vụ                                                                        | Tên                              | Nhiệm kỳ | Nhiệm kỳ       | Ghi chú khác                    |
| --- | ------------------------------------------------------------------------------ | -------------------------------- | -------- | -------------- | ------------------------------- |
| 1   | Bộ trưởng Bộ Ngoại giao                                                        | Andrei Gromyko (1909-1989)       |          | 8/1966-7/1970  |                                 |
| 2   | Bộ trưởng Bộ Quốc phòng                                                        | Rodion Malinovsky (1898-1967)    |          | 8/1966-3/1967  | Mất khi đang tại nhiệm          |
| 2   | Bộ trưởng Bộ Quốc phòng                                                        | Andrei Grechko (1903-1976)       |          | 4/1967-7/1970  |                                 |
| 3   | Bộ trưởng Bộ Cơ khí hạng trung                                                 | Yefim Slavski (1898-1991)        |          | 4/1967-7/1970  |                                 |
| 4   | Bộ trưởng Bộ Ngoại thương                                                      | Nikolay Patolichev (1908-1989)   |          | 8/1966-7/1970  |                                 |
| 5   | Bộ trưởng Bộ Y tế                                                              | Boris Petrovski (1908-2004)      |          | 8/1966-7/1970  |                                 |
| 6   | Bộ trưởng Bộ Đường sắt                                                         | Boris Beshchev (1903-1981)       |          | 8/1966-7/1970  |                                 |
| 7   | Bộ trưởng Bộ Nông nghiệp                                                       | Vladimir Matskevich (1909-1998)  |          | 8/1966-7/1970  |                                 |
| 8   | Bộ trưởng Bộ Giáo dục Đại học và Trung học Chuyên nghiệp                       | Vyacheslav Elyutin (1907-1993)   |          | 8/1966-7/1970  |                                 |
| 9   | Bộ trưởng Bộ Địa chất                                                          | Alexander Sidorenko (1917-1982)  |          | 8/1966-7/1970  |                                 |
| 10  | Bộ trưởng Bộ Công nghiệp Hàng không                                            | Pyotr Dementev (1907-1977)       |          | 8/1966-7/1970  |                                 |
| 11  | Bộ trưởng Bộ Công nghiệp Ô tô                                                  | Alexander Tarasov (1911-1975)    |          | 8/1966-7/1970  |                                 |
| 12  | Bộ trưởng Bộ Công nghiệp Khí                                                   | Alexey Kortunov (1907-1973)      |          | 8/1966-7/1970  |                                 |
| 13  | Bộ trưởng Bộ Hàng không Dân dụng                                               | Yevgeni Loginov (1907-1970)      |          | 8/1966-5/1970  | Ủy viên Trung ương Đảng từ 1967 |
| 13  | Bộ trưởng Bộ Hàng không Dân dụng                                               | Boris Bugayev (1907-1970)        |          | 5-7/1970       |                                 |
| 14  | Bộ trưởng Bộ Công nghiệp Thực phẩm, Cơ khí Nhẹ và Thiết bị gia dụng            | Vasily Doenin (1909-1977)        |          | 8/1966-7/1970  |                                 |
| 15  | Bộ trưởng Bộ Hàng hải                                                          | Viktor Bakaev (1902-1987)        |          | 8/1966-7/1970  |                                 |
| 16  | Bộ trưởng Bộ Công nghiệp Quốc phòng                                            | Sergey Zverev (1912-1978)        |          | 8/1966-7/1970  |                                 |
| 17  | Bộ trưởng Bộ Máy móc tổng hợp                                                  | Sergey Afanasyev (1918-2001)     |          | 8/1966-7/1970  |                                 |
| 18  | Bộ trưởng Bộ Kỹ thuật Thiết bị Tự động hóa và Hệ thống Điều khiển              | Konstantin Rudnev (1911-1980)    |          | 8/1966-7/1970  |                                 |
| 19  | Bộ trưởng Bộ Công nghiệp truyền thanh                                          | Valery Kalmykov (1908-1974)      |          | 8/1966-7/1970  |                                 |
| 20  | Bộ trưởng Bộ Cơ khí hạng trung                                                 | Yefim Slavski (1898-1991)        |          | 8/1966-7/1970  |                                 |
| 21  | Bộ trưởng Bộ Máy Công cụ và Công nghiệp Công cụ                                | Anatoliy Kostousov (1906-1985)   |          | 8/1966-7/1970  |                                 |
| 22  | Bộ trưởng Bộ Xây dựng, Cơ giới Đường bộ, Kiến trúc Đô thị                      | Efim Novoselov (1906-1985)       |          | 8/1966-7/1970  |                                 |
| 23  | Bộ trưởng Bộ Công nghiệp đóng tàu                                              | Boris Butoma (1907-1976)         |          | 8/1966-7/1970  |                                 |
| 24  | Bộ trưởng Máy kéo và Kỹ thuật Nông nghiệp                                      | Ivan Sinitsyn (1911-1988)        |          | 8/1966-7/1970  |                                 |
| 25  | Bộ trưởng Bộ Xây dựng Giao thông                                               | Yevgeny Kozhevnikov (1905-1979)  |          | 8/1966-7/1970  |                                 |
| 26  | Bộ trưởng Bộ Kỹ thuật nặng, Năng lượng và Vận tải                              | Vladimir Zhigalin (1907-1990)    |          | 8/1966-7/1970  |                                 |
| 27  | Bộ trưởng Kỹ thuật Hóa học và Dầu khí                                          | Konstantin Brekhov (1907-1994)   |          | 8/1966-7/1970  |                                 |
| 28  | Bộ trưởng Bộ Công nghiệp Điện tử                                               | Alexander Shokin (1909-1988)     |          | 8/1966-7/1970  |                                 |
| 29  | Bộ trưởng Bộ Công nghiệp Kỹ thuật Điện                                         | Aleksey Antonov (1912-2010)      |          | 8/1966-7/1970  |                                 |
| 30  | Bộ trưởng Bộ Văn hóa                                                           | Ekaterina Furtseva (1910-1974)   |          | 8/1966-7/1970  |                                 |
| 31  | Bộ trưởng Bộ Công nghiệp Nhẹ                                                   | Nikolay Tarasov (1911-2010)      |          | 8/1966-7/1970  |                                 |
| 32  | Bộ trưởng Bộ Lâm nghiệp, Công nghiệp giấy và bột giấy, công nghiệp chế biến gỗ | Nikolai Timofeyev (1913-1988)    |          | 6/1966-6/1968  | Bộ bị bãi bỏ                    |
| 33  | Bộ trưởng Bộ Lâm nghiệp, Công nghiệp chế biến gỗ                               | Nikolai Timofeyev (1913-1988)    |          | 7/1968-7/1970  | Bộ thành lập mới                |
| 34  | Bộ trưởng Bộ Công nghiệp giấy và bột giấy                                      | Konstantin Galanshin (1912-2011) |          | 7/1968-7/1970  | Bộ thành lập mới                |
| 35  | Bộ trưởng Bộ Khai hoang và Thủy lợi                                            | Yevgeny Alekseyevsky (1906-1979) |          | 8/1966-7/1970  |                                 |
| 36  | Bộ trưởng Bộ Công trình và Xây dựng Đặc biệt                                   | Fuad Yakubovsky (1908-1975)      |          | 8/1966-7/1970  |                                 |
| 37  | Bộ trưởng Bộ Công nghiệp Sản phẩm Thịt và Sữa                                  | Serge Antonov (1911-1987)        |          | 8/1966-7/1970  |                                 |
| 38  | Bộ trưởng Bộ Công nghiệp Dầu khí                                               | Valentin Shashin (1916-1977)     |          | 8/1966-6/1970  | Bộ bị bãi bỏ                    |
| 39  | Bộ trưởng Bộ Dầu khí                                                           | Valentin Shashin (1916-1977)     |          | 6-7/1970       | Bộ thành lập mới                |
| 40  | Bộ trưởng Bộ Lọc hóa Dầu và Công nghiệp Hóa dầu                                | Viktor Fedorov (1912-1990)       |          | 8/1966-7/1970  |                                 |
| 41  | Bộ trưởng Bộ Công nghiệp Thực phẩm                                             | Vasily Zotov (1899-1977)         |          | 8/1966-1/1970  |                                 |
| 41  | Bộ trưởng Bộ Công nghiệp Thực phẩm                                             | Voldemar Lein (1916-1977)        |          | 1/1970-7/1970  |                                 |
| 42  | Bộ trưởng Bộ Kỹ thuật Cơ giới                                                  | Vyacheslav Bakhirev (1916-1991)  |          | 2/1968-7/1970  | Bộ thành lập mới                |
| 43  | Bộ trưởng Bộ Công nghiệp Vật liệu Xây dựng                                     | Ivan Grishmanov (1906-1979)      |          | 8/1966-7/1970  |                                 |
| 44  | Bộ trưởng Bộ Thủy sản                                                          | Alexander Ishkov (1905-1988)     |          | 8/1966-7/1970  |                                 |
| 45  | Bộ trưởng Bộ Thông tin                                                         | Nikolai Psurtsev (1900-1980)     |          | 8/1966-7/1970  |                                 |
| 46  | Bộ trưởng Bộ Thương mại                                                        | Alexander Struev (1906-1991)     |          | 8/1966-7/1970  |                                 |
| 47  | Bộ trưởng Bộ Công nghiệp Than                                                  | Boris Bratchenko (1906-1991)     |          | 8/1966-7/1970  |                                 |
| 48  | Bộ trưởng Bộ Tài chính                                                         | Vasily Garbuzov (1911-1985)      |          | 8/1966-7/1970  |                                 |
| 49  | Bộ trưởng Bộ Công nghiệp Hóa học                                               | Leonid Kostandov (1915-1984)     |          | 8/1966-7/1970  |                                 |
| 50  | Bộ trưởng Bộ Luyện kim màu                                                     | Pyotr Lomako (1904-1990)         |          | 8/1966-7/1970  |                                 |
| 51  | Bộ trưởng Bộ Luyện kim sắt                                                     | Ivan Kazanets (1918-2003)        |          | 8/1966-7/1970  |                                 |
| 52  | Bộ trưởng Bộ Năng lượng và Điện khí hóa                                        | Pyotr Neporozhny (1910-1999)     |          | 8/1966-7/1970  |                                 |
| 53  | Bộ trưởng Bộ An ninh Công cộng                                                 | Nikolai Shchelokov (1910-1984)   |          | 9/1966-11/1968 | Bộ thành lập mới, sau đổi tên   |
| 54  | Bộ trưởng Bộ Nội vụ                                                            | Nikolai Shchelokov (1910-1984)   |          | 11/1968-7/1970 | Bộ thành lập mới                |
| 55  | Bộ trưởng Bộ Thu hoạch                                                         | Ziia Nuriev (1915-2012)          |          | 9/1969-7/1970  | Bộ thành lập mới                |
| 56  | Bộ trưởng Bộ Xây dựng Công nghiệp nặng                                         | Nikolai Goldin (1910-2001)       |          | 2/1967-7/1970  | Bộ thành lập mới                |
| 57  | Bộ trưởng Bộ Xây dựng Công nghiệp                                              | Aleksandr Tokariew (1921-2004)   |          | 2/1967-7/1970  | Bộ thành lập mới                |
| 58  | Bộ trưởng Bộ Giáo dục                                                          | Mikhail Prokofiev (1910-1999)    |          | 12/1966-7/1970 | Bộ thành lập mới                |
| 59  | Bộ trưởng Bộ Công trình Nông nghiệp                                            | Stiepan Chitrow (1910-1999)      |          | 2/1967-7/1970  | Bộ thành lập mới                |

### Ủy ban Nhà nước trực thuộc
| STT | Chức vụ | Tên                              | Nhiệm kỳ | Nhiệm kỳ      | Ghi chú khác                                              |
| --- | --- | -------------------------------- | -------- | ------------- | --------------------------------------------------------- |
| 1   | Chủ nhiệm Ủy ban Thu mua Nhà nước Hội đồng Bộ trưởng                                                          | Leonid Korniyets (1901-1969)     |          | 8/1966-5/1969 | Mất khi đang tại nhiệm. Ủy ban đổi tên thành Bộ Thu hoạch |
| 2   | Chủ nhiệm Ủy ban Lâm nghiệp Nhà nước Hội đồng Bộ trưởng                                                       | Vasily Rubtsov (1913-1973)       |          | 8/1966-4/1970 |                                                           |
| 2   | Chủ nhiệm Ủy ban Lâm nghiệp Nhà nước Hội đồng Bộ trưởng                                                       | Georgy Vorobiev (1914-2002)      |          | 5/1970-7/1970 |                                                           |
| 3   | Chủ nhiệm Ủy ban Kỹ thuật Xây dựng và Kiến trúc Nhà nước thuộc Ủy ban Xây dựng Nhà nước Hội đồng Bộ trưởng    | Mikhail Posokhin (1910-1989)     |          | 8/1966-8/1967 |                                                           |
| 3   | Chủ nhiệm Ủy ban Kỹ thuật Xây dựng và Kiến trúc Nhà nước thuộc Ủy ban Xây dựng Nhà nước Hội đồng Bộ trưởng    | Gennady Fomin                    |          | 2/1968-7/1970 |                                                           |
| 4   | Chủ nhiệm Ủy ban Giám sát Thực hiện An toàn Lao động trong Công nghiệp và Khai mỏ Nhà nước Hội đồng Bộ trưởng | Leonid Melnikov (1906-1981)      |          | 8/1966-8/1967 |                                                           |
| 5   | Chủ nhiệm Ủy ban Quan hệ Kinh tế Đối ngoại Nhà nước Hội đồng Bộ trưởng                                        | Semen Skackov (1907-1996)        |          | 8/1966-7/1970 |                                                           |
| 6   | Chủ nhiệm Ủy ban Lao động và Tiền lương Nhà nước Hội đồng Bộ trưởng                                           | Aleksandr Volkov (1910-1990)     |          | 8/1966-7/1970 |                                                           |
| 7   | Chủ nhiệm Ủy ban các vấn đề Xây dựng Nhà nước Hội đồng Bộ trưởng                                              | Ignaty Novikov (1906-1993)       |          | 8/1966-7/1970 |                                                           |
| 8   | Chủ nhiệm Ủy ban Vật liệu và Kỹ thuật hỗ trợ Nhà nước Hội đồng Bộ trưởng                                      | Veniamin Dymsic (1910-1993)      |          | 8/1966-7/1970 |                                                           |
| 9   | Chủ nhiệm Ủy ban Khoa học Công nghệ Nhà nước Hội đồng Bộ trưởng                                               | Vladimir Kirillin (1913-1999)    |          | 8/1966-7/1970 |                                                           |
| 10  | Chủ nhiệm Ủy ban Giáo dục chuyên nghiệp và kỹ thuật Nhà nước Hội đồng Bộ trưởng                               | Aleksandr Bulgakov (1907-1996)   |          | 8/1966-7/1970 |                                                           |
| 11  | Chủ nhiệm Ủy ban Vật giá Nhà nước Hội đồng Bộ trưởng                                                          | Vladimir Sitnin (1907-1996)      |          | 1/1970-7/1970 | chuyển quyền quản lý từ Ủy ban Kế hoạch Nhà nước sang     |
| 12  | Chủ nhiệm Ủy ban Kế hoạch Nhà nước Hội đồng Bộ trưởng                                                         | Nikolai Baibakov (1911-2008)     |          | 8/1966-7/1970 |                                                           |
| 13  | Chủ tịch Ủy ban An ninh Nhà nước Hội đồng Bộ trưởng                                                           | Vladimir Semichastny (1924-2001) |          | 8/1966-5/1967 |                                                           |
| 13  | Chủ tịch Ủy ban An ninh Nhà nước Hội đồng Bộ trưởng                                                           | Yuri Andropov (1914-1984)        |          | 5/1967-7/1970 | Ủy viên dự khuyết Bộ Chính trị từ 6/1969                  |
| 14  | Chủ nhiệm Ủy ban Trữ lượng Khoáng sản Nhà nước Hội đồng Bộ trưởng                                             | Ilya Malyshev (1904-1973)        |          | 8/1966-7/1970 |                                                           |

### Ủy ban trực thuộc
| STT | Chức vụ                                                                         | Tên                            | Nhiệm kỳ | Nhiệm kỳ       | Ghi chú khác                                                 |
| --- | ------------------------------------------------------------------------------- | ------------------------------ | -------- | -------------- | ------------------------------------------------------------ |
| 1   | Chủ tịch Ủy ban Phát thanh và Truyền hình Hội đồng Bộ trưởng                    | Nikolai Mesiacev (1920-2011)   |          | 8/1966-4/1970  |                                                              |
| 1   | Chủ tịch Ủy ban Phát thanh và Truyền hình Hội đồng Bộ trưởng                    | Sergey Lapin (1912-1990)       |          | 4/1970-7/1970  |                                                              |
| 2   | Chủ tịch Ủy ban Tiêu chuẩn, phương pháp và thiết bị đo lường Hội đồng Bộ trưởng | Vasily Boicov (1908-1997)      |          | 8/1966-7/1970  |                                                              |
| 3   | Chủ tịch Ủy ban Điện ảnh Hội đồng Bộ trưởng                                     | Alexei Romanov (1908-1998)     |          | 8/1966-7/1970  |                                                              |
| 4   | Chủ tịch Ủy ban Quan hệ Đối ngoại Văn hóa Hội đồng Bộ trưởng                    | Sergey Romanovsky (1923-2003)  |          | 8/1966-11/1967 |                                                              |
| 5   | Chủ tịch Ủy ban Báo chí Hội đồng Bộ trưởng                                      | Nikolai Mikhailov (1906-1982)  |          | 8/1966-3/1970  | Nghỉ chế độ                                                  |
| 5   | Chủ tịch Ủy ban Báo chí Hội đồng Bộ trưởng                                      | Grant Martirosyan (1913-)      |          | 3-6/1970       | Phó Chủ tịch Ủy ban làm Quyền Chủ tịch                       |
| 5   | Chủ tịch Ủy ban Báo chí Hội đồng Bộ trưởng                                      | Boris Stukalin (1923-2004)     |          | 6-7/1970       |                                                              |
| 6   | Chủ tịch Ủy ban Thể dục Thể thao Hội đồng Bộ trưởng                             | Sergei Pavlov (1929-1993)      |          | 10/1968-7/1970 | Ủy ban thành lập mới                                         |
| 7   | Chủ tịch Ủy ban Thiết lập Lương hưu Hội đồng Bộ trưởng                          | Gennady Sizov (1903-1991)      |          | 8/1966-7/1970  | kiêm nhiệm Chủ tịch Ủy ban Kiểm toán Trung ương Đảng Liên Xô |
| 8   | Chủ tịch Ủy ban Luật pháp Hội đồng Bộ trưởng                                    | Alexander Mishutin (1905-1988) |          | 8/1966-7/1970  |                                                              |

### Cơ quan ngang bộ
| STT | Chức vụ | Tên                              | Nhiệm kỳ | Nhiệm kỳ      | Ghi chú khác           |
| --- | --- | -------------------------------- | -------- | ------------- | ---------------------- |
| 1   | Chủ tịch Hiệp hội Toàn Liên bang về mua bán trong hợp tác xã tập thể và hợp tác xã nhà nước, thiết bị nông nghiệp, phụ tùng, phân khoáng và các phương tiện kỹ thuật và vật liệu, tổ chức sửa chữa và sử dụng máy móc trong các hợp tác xã tập thể và hợp tác xã nhà nước | Aleksandr Ezhevsky (1915-2017)   |          | 8/1966-7/1970 |                        |
| 2   | Thống đốc Ngân hàng Nhà nước | Alexey Poskonov (1904-1969)      |          | 8/1966-3/1969 | Mất khi đang tại nhiệm |
| 2   | Thống đốc Ngân hàng Nhà nước | Miefodiy Svieshnikov (1911-1981) |          | 4/1969-7/1970 |                        |
| 3   | Tổng cục trưởng Tổng cục Thống kê Nhà nước | Vladimir Starovsky (1905-1975)   |          | 8/1966-7/1970 |                        |
| 4   | Chủ tịch Hội đồng Tôn giáo Hội đồng Bộ trưởng | Vladimir Kuroyedov (1906-1994)   |          | 8/1966-7/1970 |                        |
| 5   | Tổng cục trưởng Tổng cục Quản lý Lưu trữ Hội đồng Bộ trưởng | Belov Aleksandrovich (1906-1994) |          | 8/1966-7/1970 |                        |

### Cơ quan khác
| STT | Chức vụ                                                              | Tên                           | Nhiệm kỳ | Nhiệm kỳ       | Ghi chú khác           |
| --- | -------------------------------------------------------------------- | ----------------------------- | -------- | -------------- | ---------------------- |
| 1   | Tổng cục trưởng Tổng cục Trắc địa và Địa đồ Hội đồng Bộ trưởng       | Ilya Kutuzov (1915-2000)      |          | 6/1967-7/1970  | Tổng cục thành lập mới |
| 2   | Tổng cục trưởng Tổng cục Dự trữ Vật chất Nhà nước Hội đồng Bộ trưởng | Grigori Khlamov (1903-1968)   |          | 8/1966-11/1968 | Mất khi đang tại nhiệm |
| 2   | Tổng cục trưởng Tổng cục Dự trữ Vật chất Nhà nước Hội đồng Bộ trưởng | Akimovich Kokarev (1909-1991) |          | 4/1969-7/1970  |                        |

### Thành viên khác
| STT | Chức vụ                                   | Tên                                | Nhiệm kỳ | Nhiệm kỳ       | Ghi chú khác                      |
| --- | ----------------------------------------- | ---------------------------------- | -------- | -------------- | --------------------------------- |
| 1   | Chủ tịch Hội đồng Bộ trưởng Nga Xô        | Gennady Voronov (1910-1994)        |          | 8/1966-7/1970  |                                   |
| 2   | Chủ tịch Hội đồng Bộ trưởng Ukraina Xô    | Volodymyr Shcherbytsky (1918-1990) |          | 8/1966-7/1970  |                                   |
| 3   | Chủ tịch Hội đồng Bộ trưởng Belarus Xô    | Tihon Kiselov (1917-1983)          |          | 8/1966-7/1970  |                                   |
| 4   | Chủ tịch Hội đồng Bộ trưởng Uzbekistan Xô | Rakhmankul Kurbanov (1912-2012)    |          | 8/1966-7/1970  |                                   |
| 5   | Chủ tịch Hội đồng Bộ trưởng Kazakhstan Xô | Masymkhan Beysembayev (1908-1987)  |          | 8/1966-3/1970  |                                   |
| 5   | Chủ tịch Hội đồng Bộ trưởng Kazakhstan Xô | Bayken Ashimov (1917-2010)         |          | 3/1970-7/1970  |                                   |
| 6   | Chủ tịch Hội đồng Bộ trưởng Gruzia Xô     | Givi Javakhishvili (1912-1985)     |          | 8/1966-7/1970  |                                   |
| 7   | Chủ tịch Hội đồng Bộ trưởng Azerbaijan Xô | Enver Alihanov (1917-1992)         |          | 8/1966-4/1970  |                                   |
| 7   | Chủ tịch Hội đồng Bộ trưởng Azerbaijan Xô | Ali Ibrahimov (1913-1985)          |          | 4/1970-7/1970  |                                   |
| 8   | Chủ tịch Hội đồng Bộ trưởng Litvia Xô     | Motyus Schumauskas (1905-1982)     |          | 8/1966-4/1967  |                                   |
| 8   | Chủ tịch Hội đồng Bộ trưởng Litvia Xô     | Juozas Maniušis (1910-1987)        |          | 4/1967-7/1970  |                                   |
| 9   | Chủ tịch Hội đồng Bộ trưởng Moldova Xô    | Alexander Diorditsa (1911-1996)    |          | 8/1966-4/1970  |                                   |
| 9   | Chủ tịch Hội đồng Bộ trưởng Moldova Xô    | Georgii Antosyak (1907-1977)       |          | 4/1970         | Quyền Chủ tịch Hội đồng Bộ trưởng |
| 9   | Chủ tịch Hội đồng Bộ trưởng Moldova Xô    | Petru Pascari (1929-)              |          | 4/1970-7/1970  |                                   |
| 10  | Chủ tịch Hội đồng Bộ trưởng Latvia Xô     | Vitālijs Rubenis (1914-1994)       |          | 8/1966-5/1970  |                                   |
| 10  | Chủ tịch Hội đồng Bộ trưởng Latvia Xô     | Jurijs Rubenis (1925-2004)         |          | 5/1970-7/1970  |                                   |
| 11  | Chủ tịch Hội đồng Bộ trưởng Estonia Xô    | Valter Klauson (1913-1988)         |          | 8/1966-7/1970  |                                   |
| 12  | Chủ tịch Hội đồng Bộ trưởng Turkmenia Xô  | Muhammetnazar Gapurow (1922-1999)  |          | 8/1966-12/1969 |                                   |
| 12  | Chủ tịch Hội đồng Bộ trưởng Turkmenia Xô  | Oraz Orazmuhammedow (1928-)        |          | 12/1969-7/1970 |                                   |
| 13  | Chủ tịch Hội đồng Bộ trưởng Armenia Xô    | Badal Muradyan (1915-1991)         |          | 8/1966-7/1970  |                                   |
| 14  | Chủ tịch Hội đồng Bộ trưởng Tajikistan Xô | Abdulahad Kakharov (1913-1984)     |          | 8/1966-7/1970  |                                   |
| 15  | Chủ tịch Hội đồng Bộ trưởng Kirghizia Xô  | Bolot Mambetov (1907-1990)         |          | 8/1966-1/1968  |                                   |
| 15  | Chủ tịch Hội đồng Bộ trưởng Kirghizia Xô  | Akhmatbek Suyumbayev (1920-1993)   |          | 1/1968-8/1970  |                                   |